# Fortiella playfairii
Fortiella playfairii là một loài tảo trong họ Chlamydomonadaceae, thuộc chi Fortiella.